# Creepin on ah Come Up
Creepin on ah Come Up is het debuut ep-album van de Amerikaanse rapgroep Bone Thugs-N-Harmony. Het album verkocht meer dan 4 miljoen keer in de VS. De eerste single en video was "Thuggish Ruggish Bone". De tweede single en video was "Foe Tha Love Of $". Op het album zijn Shatasha Williams en Eazy-E te horen. Beide singles verkochten meer dan 500.000 keer in de VS.

## Nummerlijst
1. "Intro"
2. "Mr. Quija"
3. "Thuggish Ruggish Bone" (met Shatasha Williams)
4. "No Surrender"
5. "Down Foe My Thang"
6. "Creepin On Ah Come Up"
7. "Foe Tha Love Of $" (met Eazy-E)
8. "Moe Cheese" (Instrumental)